# Mulberry Street (New York)

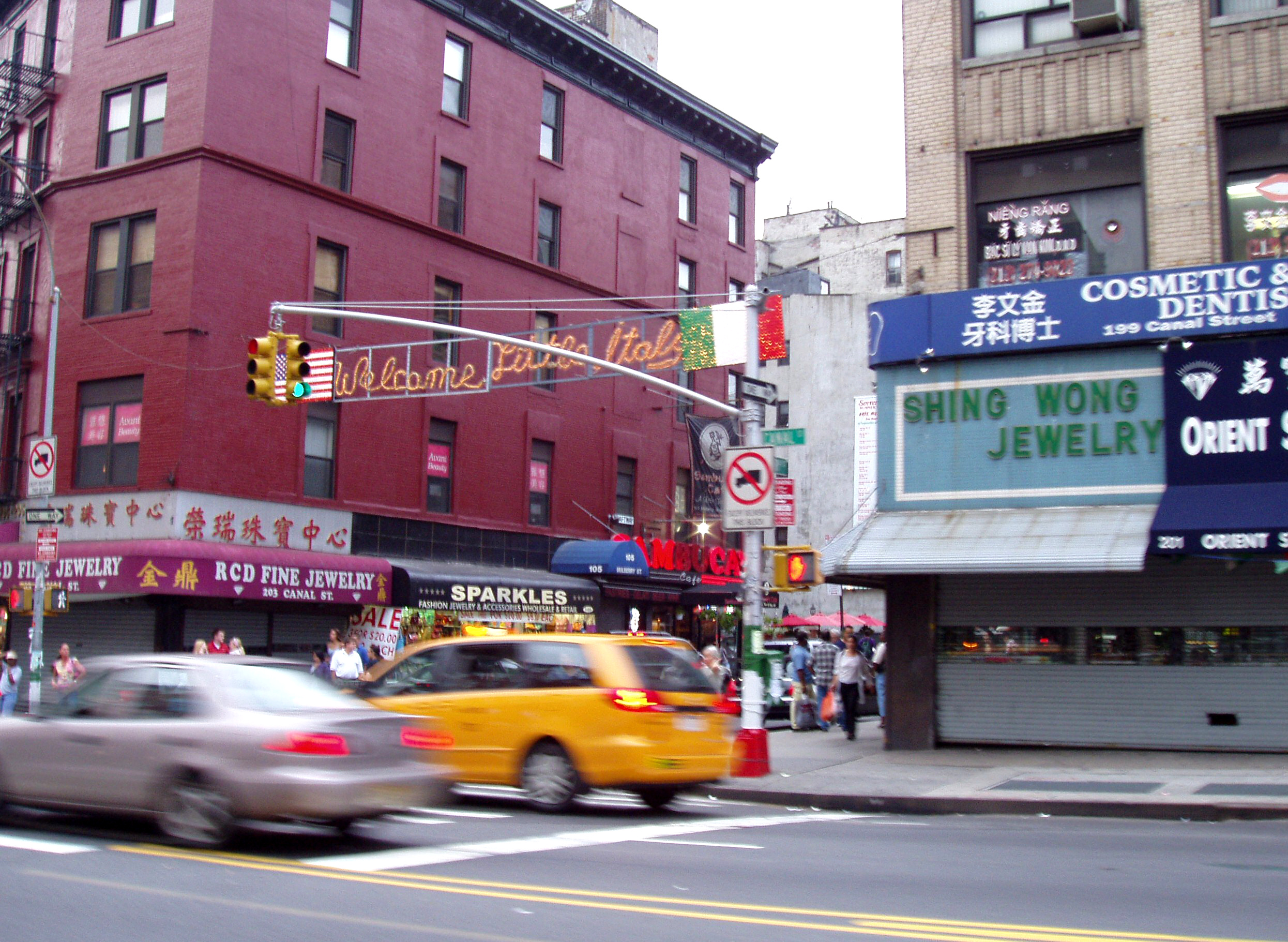
Kruispunt van Mulberry street en Canal Street, grens tussen Little Italy en Chinatown

Mulberry Street in Lower Manhattan is de straat, in het centrum van New York, waar zich het steeds kleiner wordende Little Italy bevindt en waar het grenst aan Chinatown. Ieder jaar in september, gedurende het feest van San Gennaro, wordt de hele straat verkeersvrij gemaakt en hebben de voetgangers vrij spel om de 11 dagen durende kermis te bezoeken.  
Ten zuiden van Little Italy loopt Mulberry Street over in China Town, waar de straat bevolkt wordt door groentewinkels, slagers en vishandelaars. Ten zuiden van Bayard Street ligt ten westen van de Mulberry street het Columbus Park, het enige park in China Town. Dit was eens het centrum van de beruchte Five Points-buurt in NYC. Aan de oostkant liggen Chinese mortuaria

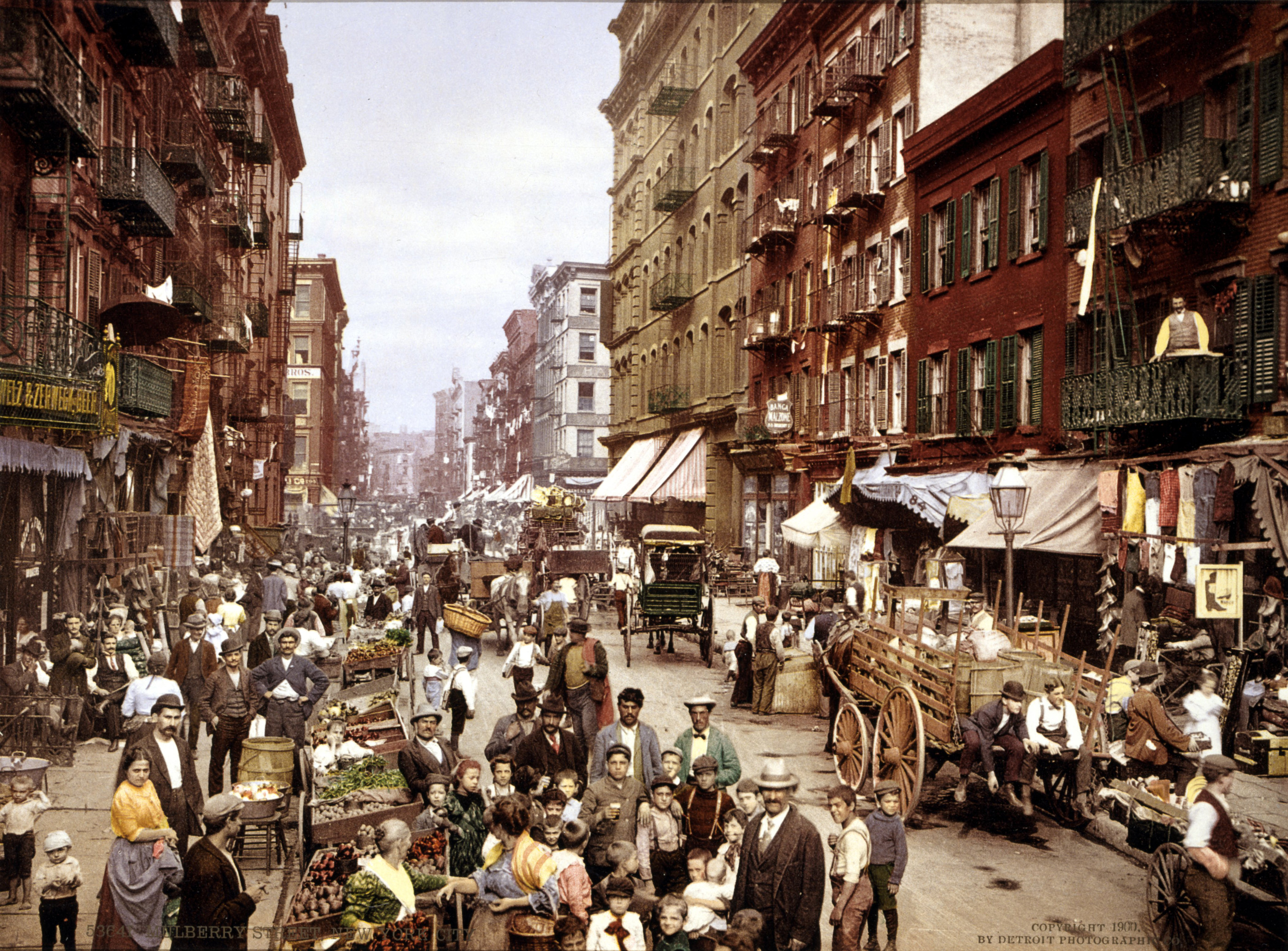
Mullberry Street in 1900.

Mulberry Streets bekendste bewoner is misschien wel  Merle Allin, de broer van GG Allin. De straat vormde de setting van Dr. Seuss’ verhaal And to Think That I Saw It on Mulberry Street.  De straat vormde tevens het onderwerp van het lied Big Man on Mulberry Street van Billy Joel.
Het tweede album uit de stripreeks  Bloed & Stilte van Corteggianni en Males van Uitgeverij Talent is naar deze straat vernoemd.
De band Twenty One Pilots bracht in 2021 een nummer uit met de naam Mulberry Street.